# Verbascum chinense
Verbascum chinense là một loài thực vật có hoa trong họ Huyền sâm. Loài này được (L.) Santapau miêu tả khoa học đầu tiên năm 1958.